# Čeplje, Lukovica
Čeplje so naselje v Občini Lukovica.

## Zgodovina
Elizabeta, vdova Zigfrida Galenberškega, sinova Viljem in Oton ter Ulrik Rabensberški s Koprivnika so 18. maja 1320 podarili samostanu v Mekinjah za svojo sorodnico kmetijo v Čepljah (zu Czepelwik), na kateri je bil Matej, in drugo v Homcu, na kateri je bil Marin. Elizabeta, vdova Askvina Kolovškega, je dala 25. februarja 1332 samostanu v Velesovem dve kmetiji, eno v Čepljah, na kateri je bil Stanse, in eno v Podgorju, na kateri je bil podložnik Jurij. Verjetno so Čeplje (zu Mala Zaeppik) omenjene tudi v listini 19. aprila 1348, ki jo hrani Državni arhiv na Dunaju. Hans Kamniški je 1. marca 1359 prodal grofom Frideriku, Ulriku in Hermanu svojo posest in jo od njih ponovno dobil v fevd. Ta posest je bila v Šmarci, Dobu, Rudniku, Gradišču, Podgorju, Bistrici in Dragomlju. Po eno kmetijo je dobil v Čepljah, Obršah in Preserjah, kmetijo in vinograd na Dolenjskem in kmetiji na Rovih in v Dolu. V Čepljah (Zepplach) so po urbarju Gospostva Kamnik iz leta 1439 podložniki imeli 1,5 marke pet šilingov. Čeplje so omenjene tudi v urbarju leta 1446. V Čepljah je bil leta 1458 podložnik velesovskega samostana samo kmet Gregor. V Čepljah (Tscheplach) je leta 1571 v urbarju kamniškega gospostva omenjen podložnik Matevž Svišek (Suischegkh). Leta 1575 je v seznamu mož in fantov, ki so bili potrjeni za vojno s Turki, omenjen tudi Mihael Blažic iz Čepelj. Z bližnjega zaselka Znojile je naborna komisija za vojsko s Turki po trdila podložnika župnišča v Dobu Gregorja Znojilca.